# Niccolò Zanellato
Niccolò Zanellato (Milano, 24 giugno 1998) è un calciatore italiano, centrocampista del Lecco.

## Caratteristiche tecniche
Centrocampista centrale, può essere impiegato come regista davanti alla difesa oppure come mezz'ala.

## Carriera

### Club

#### Gli inizi, Milan
Zanellato è cresciuto calcisticamente nel Milan in cui ha compiuto l'intera trafila delle formazioni giovanili. Nella stagione 2016-2017 è diventato un punto fermo della Primavera, con cui ha segnato 7 reti e fornito 3 assist vincenti in 25 presenze. Il 28 maggio 2017, all'ultima giornata di campionato, ha ricevuto la prima convocazione in Serie A in occasione dell'incontro perso 2-1 contro il Cagliari.
Promosso in prima squadra, ha debuttato il 24 agosto 2017 giocando da titolare l'incontro dei preliminari di Europa League vinto 1-0 contro lo Škendija. Il 7 dicembre seguente è sceso nuovamente in campo sostituendo Ignazio Abate al 74' della trasferta della fase a gironi di Europe League persa 2-0 contro il Rijeka.

#### Crotone
Il 31 gennaio 2018 è stato ceduto al Crotone in prestito con obbligo di riscatto fissato a 300.000 euro ed il 50% di una sua futura cessione. Ha debuttato con il club calabrese il 4 aprile seguente giocando l'incontro di Serie A perso 4-1 contro il Torino.
Retrocesso in Serie B con il club rossoblù, ha trascorso la prima parte di stagione in panchina, riuscendo a ritagliarsi un posto da titolare solo da dicembre in poi. Il 25 gennaio 2019 ha trovato il primo gol in carriera segnando la rete del definitivo 2-0 in casa del Foggia. Partito titolare in vista della stagione 2019-2020, nel mese di dicembre ha subito un infortunio al ginocchio che lo ha tenuto lontano dai campi di gioco fino a giugno 2020, alla ripresa dal campionato dopo lo stop per la pandemia di COVID-19. Il 24 luglio 2020 ha segnato il gol del momentaneo pareggio nel match vinto 5-1 contro il Livorno, gara che ha sancito l'aritmetica promozione del Crotone in Serie A.
Il 3 gennaio 2021 realizza la sua prima rete in massima serie nella sconfitta per 6-2 contro l'Inter. Con i calabresi colleziona 85 presenze e 6 reti in tutte le competizioni fino al gennaio 2022.

#### SPAL
Il 29 gennaio 2022, Zanellato viene acquistato a titolo definitivo dalla SPAL, in Serie B.
Il 31 agosto 2023, rescinde consensualmente con un anno di anticipo sulla scadenza il suo contratto col club ferrarese.

#### Catania e ritorno al Crotone
Il 23 settembre 2023, Zanellato viene ingaggiato a parametro zero dal Catania, in Serie C.
Il 1º febbraio 2024 fa ritorno al Crotone con la formula del prestito.

#### Ritorno a Catania e Lecco
Dopo una sola presenza con gli etnei, Il 3 febbraio 2025 viene acquistato dal Lecco.

### Nazionale
Esordisce in nazionale Under-21 il 6 settembre 2019, nell'amichevole vinta 4-0 contro la Moldavia. Il 19 novembre dello stesso anno, segna la sua prima rete con l'Under-21, nella partita di qualificazione, vinta per 6-0 in casa contro l'Armenia.

## Statistiche

### Presenze e reti nei club
Statistiche aggiornate al 26 aprile 2025.
| Stagione        | Squadra         | Campionato      | Campionato | Campionato | Coppe nazionali | Coppe nazionali | Coppe nazionali | Coppe continentali | Coppe continentali | Coppe continentali | Altre coppe | Altre coppe | Altre coppe | Totale | Totale |
| Stagione        | Squadra         | Comp            | Pres       | Reti       | Comp            | Pres            | Reti            | Comp               | Pres               | Reti               | Comp        | Pres        | Reti        | Pres   | Reti   |
| --------------- | --------------- | --------------- | ---------- | ---------- | --------------- | --------------- | --------------- | ------------------ | ------------------ | ------------------ | ----------- | ----------- | ----------- | ------ | ------ |
| 2017-gen. 2018  | Milan           | A               | 0          | 0          | CI              | 0               | 0               | UEL                | 2                  | 0                  | -           | -           | -           | 2      | 0      |
| gen.-giu. 2018  | Crotone         | A               | 1          | 0          | CI              | 0               | 0               | -                  | -                  | -                  | -           | -           | -           | 1      | 0      |
| 2018-2019       | Crotone         | B               | 18         | 2          | CI              | 2               | 0               | -                  | -                  | -                  | -           | -           | -           | 20     | 2      |
| 2019-2020       | Crotone         | B               | 19         | 2          | CI              | 2               | 0               | -                  | -                  | -                  | -           | -           | -           | 21     | 2      |
| 2020-2021       | Crotone         | A               | 27         | 1          | CI              | 0               | 0               | -                  | -                  | -                  | -           | -           | -           | 27     | 1      |
| 2021-gen. 2022  | Crotone         | B               | 14         | 1          | CI              | 2               | 0               | -                  | -                  | -                  | -           | -           | -           | 16     | 1      |
| gen-giu. 2022   | SPAL            | B               | 17         | 0          | CI              | 0               | 0               | -                  | -                  | -                  | -           | -           | -           | 17     | 0      |
| 2022-2023       | SPAL            | B               | 28         | 0          | CI              | 2               | 0               | -                  | -                  | -                  | -           | -           | -           | 30     | 0      |
| Totale SPAL     | Totale SPAL     | Totale SPAL     | 45         | 0          |                 | 2               | 0               |                    | -                  | -                  |             | -           | -           | 47     | 0      |
| 2023-gen. 2024  | Catania         | C               | 13         | 0          | CI-C            | 3               | 0               | -                  | -                  | -                  | -           | -           | -           | 16     | 0      |
| gen.- giu. 2024 | Crotone         | C               | 13+1       | 1          | CI-C            | 0               | 0               | -                  | -                  | -                  | -           | -           | -           | 14     | 1      |
| Totale Crotone  | Totale Crotone  | Totale Crotone  | 92+1       | 7          |                 | 6               | 0               |                    | -                  | -                  |             | -           | -           | 99     | 7      |
| 2024-feb. 2025  | Catania         | C               | 0          | 0          | CI+CI-C         | 1+0             | 0               | -                  | -                  | -                  | -           | -           | -           | 1      | 0      |
| Totale Catania  | Totale Catania  | Totale Catania  | 13         | 0          |                 | 4               | 0               |                    | -                  | -                  |             | -           | -           | 17     | 0      |
| feb.-giu. 2025  | Lecco           | C               | 11         | 1          | CI-C            | 0               | 0               | -                  | -                  | -                  | -           | -           | -           | 11     | 1      |
| Totale carriera | Totale carriera | Totale carriera | 161+1      | 8          |                 | 12              | 0               |                    | 2                  | 0                  |             | -           | -           | 176    | 8      |

### Cronologia presenze e reti in nazionale
| Cronologia completa delle presenze e delle reti in nazionale ― Italia under 21 | Cronologia completa delle presenze e delle reti in nazionale ― Italia under 21 | Cronologia completa delle presenze e delle reti in nazionale ― Italia under 21 | Cronologia completa delle presenze e delle reti in nazionale ― Italia under 21 | Cronologia completa delle presenze e delle reti in nazionale ― Italia under 21 | Cronologia completa delle presenze e delle reti in nazionale ― Italia under 21 | Cronologia completa delle presenze e delle reti in nazionale ― Italia under 21 | Cronologia completa delle presenze e delle reti in nazionale ― Italia under 21 |
| Data                                                                           | Città                                                                          | In casa                                                                        | Risultato                                                                      | Ospiti                                                                         | Competizione                                                                   | Reti                                                                           | Note                                                                           |
| ------------------------------------------------------------------------------ | ------------------------------------------------------------------------------ | ------------------------------------------------------------------------------ | ------------------------------------------------------------------------------ | ------------------------------------------------------------------------------ | ------------------------------------------------------------------------------ | ------------------------------------------------------------------------------ | ------------------------------------------------------------------------------ |
| 6-9-2019                                                                       | Catania                                                                        | Italia under 21                                                                | 4 – 0                                                                          | Moldavia under 21                                                              | Amichevole                                                                     | -                                                                              | 46’                                                                            |
| 10-10-2019                                                                     | Dublino                                                                        | Irlanda under 21                                                               | 0 – 0                                                                          | Italia under 21                                                                | Qual. Europeo Under-21 2021                                                    | -                                                                              | 76’                                                                            |
| 14-10-2019                                                                     | Erevan                                                                         | Armenia under 21                                                               | 0 – 1                                                                          | Italia under 21                                                                | Qual. Europeo Under-21 2021                                                    | -                                                                              | 86’                                                                            |
| 16-11-2019                                                                     | Ferrara                                                                        | Italia under 21                                                                | 3 – 0                                                                          | Islanda under 21                                                               | Qual. Europeo Under-21 2021                                                    | -                                                                              | 80’                                                                            |
| 19-11-2019                                                                     | Catania                                                                        | Italia under 21                                                                | 6 – 0                                                                          | Armenia under 21                                                               | Qual. Europeo Under-21 2021                                                    | 1                                                                              | 62’ 63’                                                                        |
| 8-9-2020                                                                       | Kalmar                                                                         | Svezia under 21                                                                | 3 – 0                                                                          | Italia under 21                                                                | Qual. Europeo Under-21 2021                                                    | -                                                                              |                                                                                |
| Totale                                                                         |                                                                                | Presenze                                                                       | 6                                                                              |                                                                                | Reti                                                                           | 1                                                                              |                                                                                |

## Palmarès

### Club

#### Competizioni giovanili
- Trofeo Dossena: 1

Milan: 2016